# Boyle (Mondkrater)
Boyle ist ein Einschlagkrater auf der Mondrückseite.
Der Krater liegt im Süden der erdabgewandten Seite, im Gebiet zwischen Poincaré im Westen und Bose im Osten, er schließt sich direkt am östlichen Rand von  Hess an.
Das Kraterinnere ist relativ eben, weist aber einen Zentralberg auf. Der Höhenunterschied zwischen Kraterwall und Kraterboden beträgt zirka 3,53 km. Die Entstehungszeit des Kraters fällt in die nektarische Periode.
Boyle hat zwei Nebenkrater:
| Buchstabe | Position            | Durchmesser | Link |
| --------- | ------------------- | ----------- | ---- |
| A         | 50,99° S, 178,14° O | 24 km       |      |
| Z         | 51,49° S, 177,67° O | 47 km       |      |

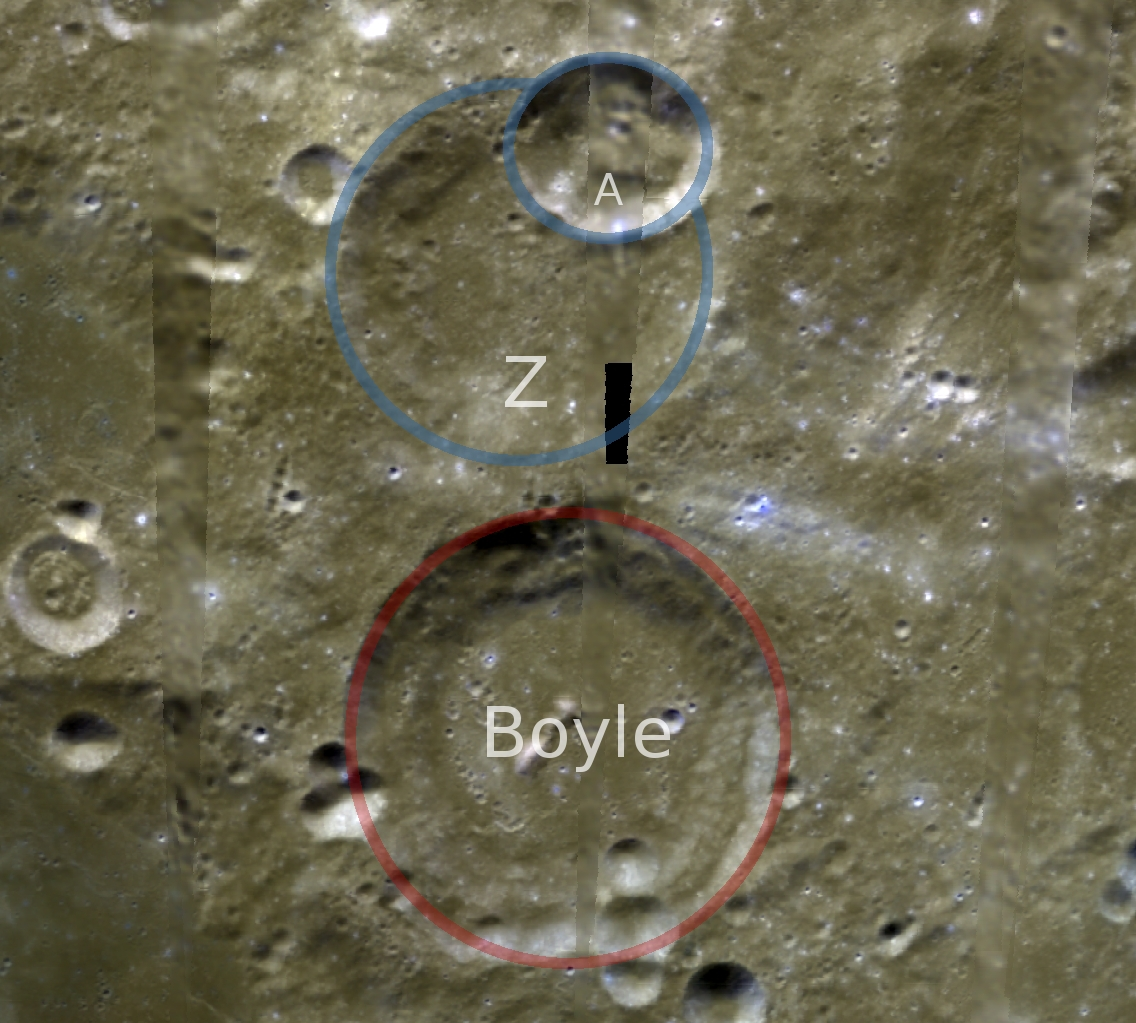
Boyle mit seinen Nebenkratern

Der Krater wurde 1970 von der IAU offiziell nach dem irischen Naturforscher Robert Boyle benannt.